# Distretti della Serbia

Distretti della Serbia.

I distretti della Serbia (in serbo окрузи?, okruzi; sing. округ, okrug) sono 29 e costituiscono la suddivisione territoriale di primo livello del Paese. Ciascuno di essi si suddivide a sua volta in comuni (општине, opštine; sing. општина, opština). Ai distretti è equiordinata la città di Belgrado.

## Lista
| Localizzazione | Distretto             | Capoluogo         | Popolazione (2011) | Superficie (Km²) |
| -------------- | --------------------- | ----------------- | ------------------ | ---------------- |
|                | Bačka Meridionale     | Novi Sad          | 615 371            | 4 016            |
|                | Bačka Occidentale     | Sombor            | 188 087            | 2 420            |
|                | Bačka Settentrionale  | Subotica          | 186 906            | 1 784            |
|                | Banato Centrale       | Zrenjanin         | 187 667            | 3 256            |
|                | Banato Meridionale    | Pančevo           | 293 730            | 4 245            |
|                | Banato Settentrionale | Kikinda           | 147 770            | 2 329            |
|                | Belgrado              | Belgrado          | 1 659 440          | 360              |
|                | Bor                   | Bor               | 124 992            | 3 507            |
|                | Braničevo             | Požarevac         | 183 625            | 3 865            |
|                | Jablanica             | Leskovac          | 216 304            | 2 769            |
|                | Kolubara              | Valjevo           | 174 513            | 2 474            |
|                | Mačva                 | Šabac             | 298 931            | 3 268            |
|                | Moravica              | Čačak             | 212 603            | 3 016            |
|                | Nišava                | Niš               | 376 319            | 2 729            |
|                | Pčinja                | Vranje            | 159 081            | 3 520            |
|                | Pirot                 | Pirot             | 92 479             | 2 761            |
|                | Podunavlje            | Smederevo         | 199 395            | 1 248            |
|                | Pomoravlje            | Jagodina          | 214 536            | 2 641            |
|                | Rasina                | Kruševac          | 241 999            | 2 668            |
|                | Raška                 | Kraljevo          | 309 258            | 3 918            |
|                | Sirmia                | Sremska Mitrovica | 312 278            | 3 486            |
|                | Šumadija              | Kragujevac        | 293 308            | 2 387            |
|                | Toplica               | Prokuplje         | 91 754             | 2 231            |
|                | Zaječar               | Zaječar           | 119 967            | 3 623            |
|                | Zlatibor              | Užice             | 286 549            | 6 140            |

## Cronologia

### Distretti del Kosovo in Serbia
Il Kosovo, allorché costituiva parte integrante della Serbia, era suddiviso in cinque distretti:
- Peć
- Prizren
- Kosovo
- Kosovo-Pomoravlje
- Kosovska Mitrovica

Nel 1999, i predetti distretti sono stati soppressi e sostituiti da sette distretti costituiti dall'Amministrazione provvisoria delle Nazioni Unite. I nuovi distretti sono i seguenti:
- Mitrovica/Kosovska Mitrovica
- Prishtina/Priština
- Gjilan/Gnjilane
- Pejë/Peć
- Gjakova/Đakovica
- Prizreni/Prizren
- Ferizaj/Uroševac

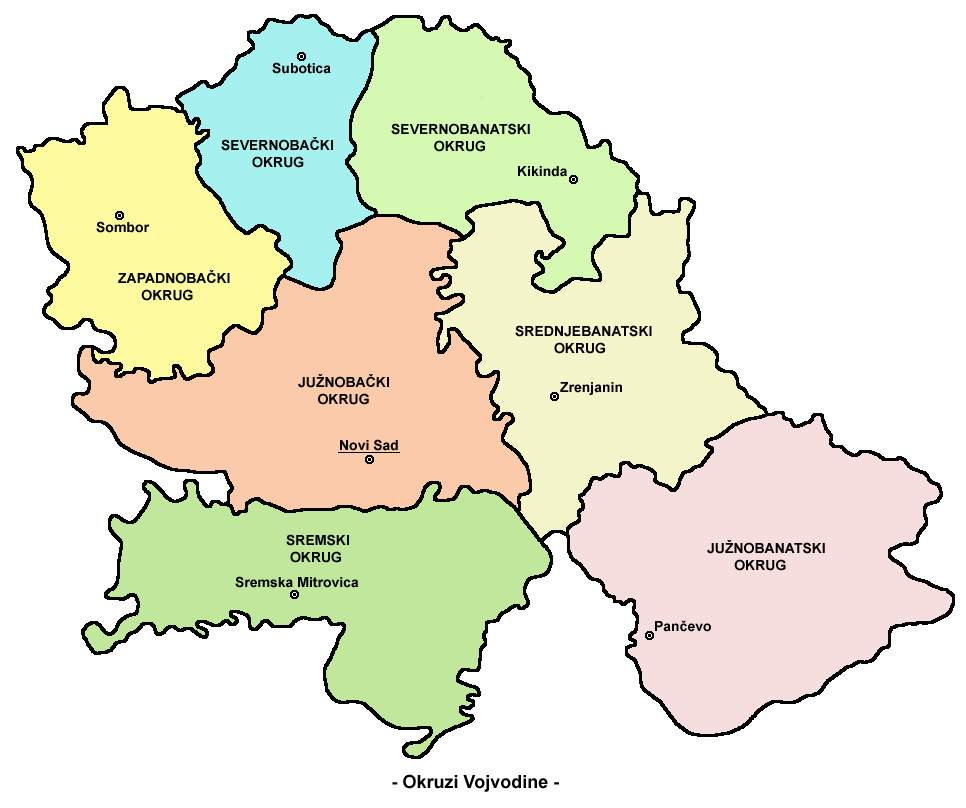
Distretti in Voivodina
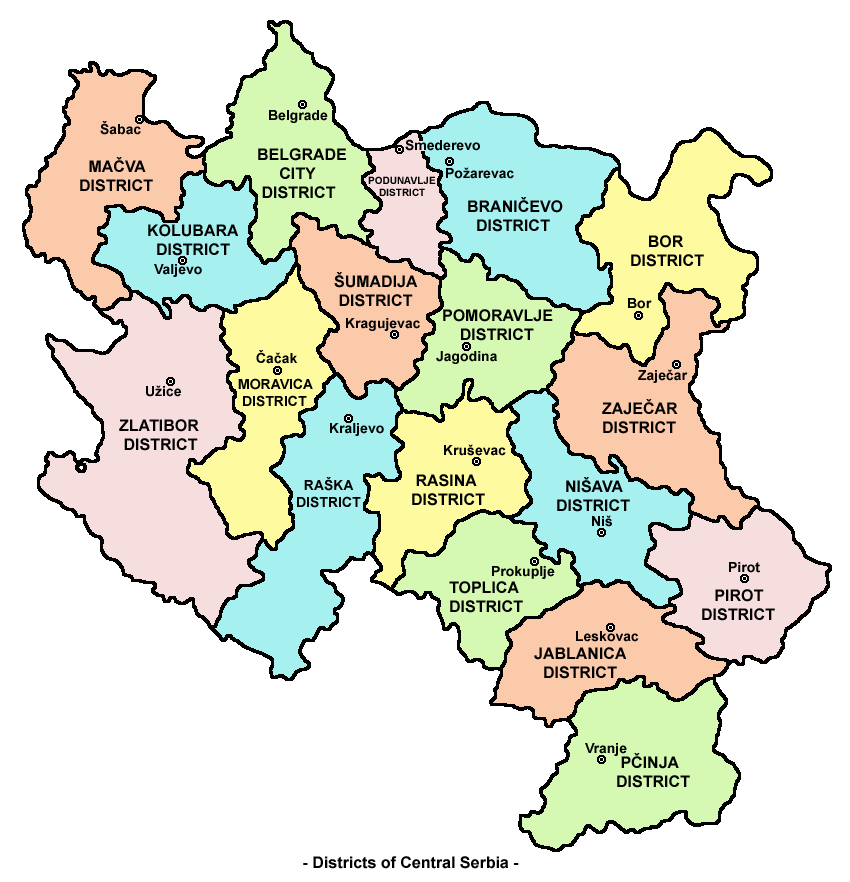
Distretti in Serbia Centrale
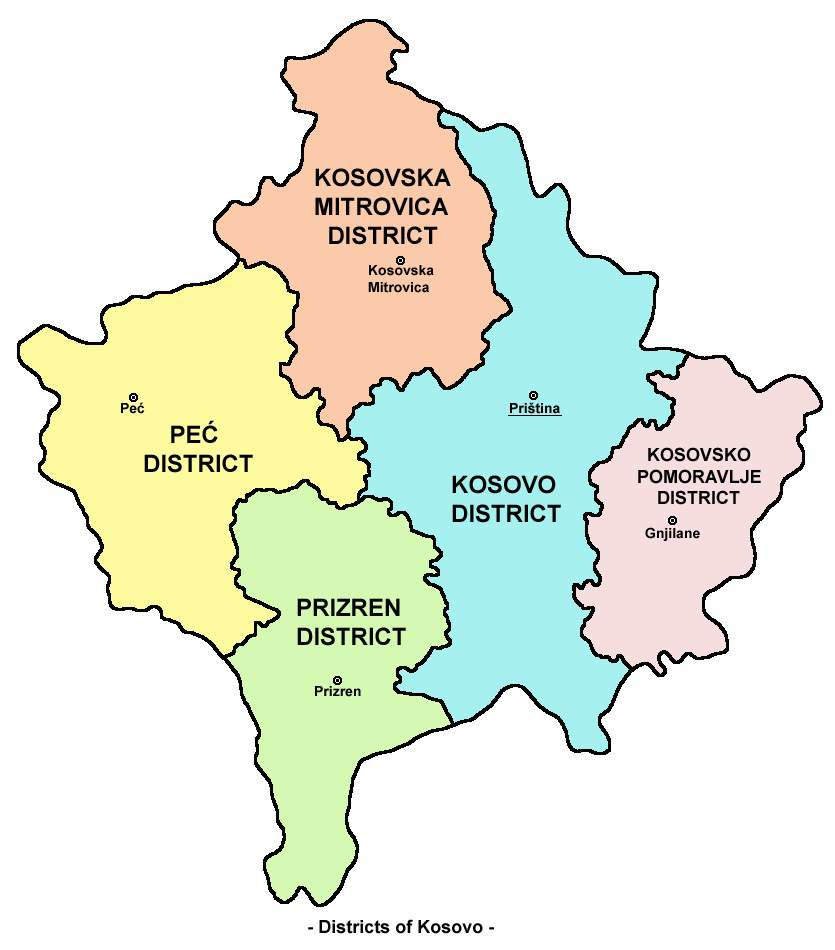
Distretti in Kosovo (1990-1999)
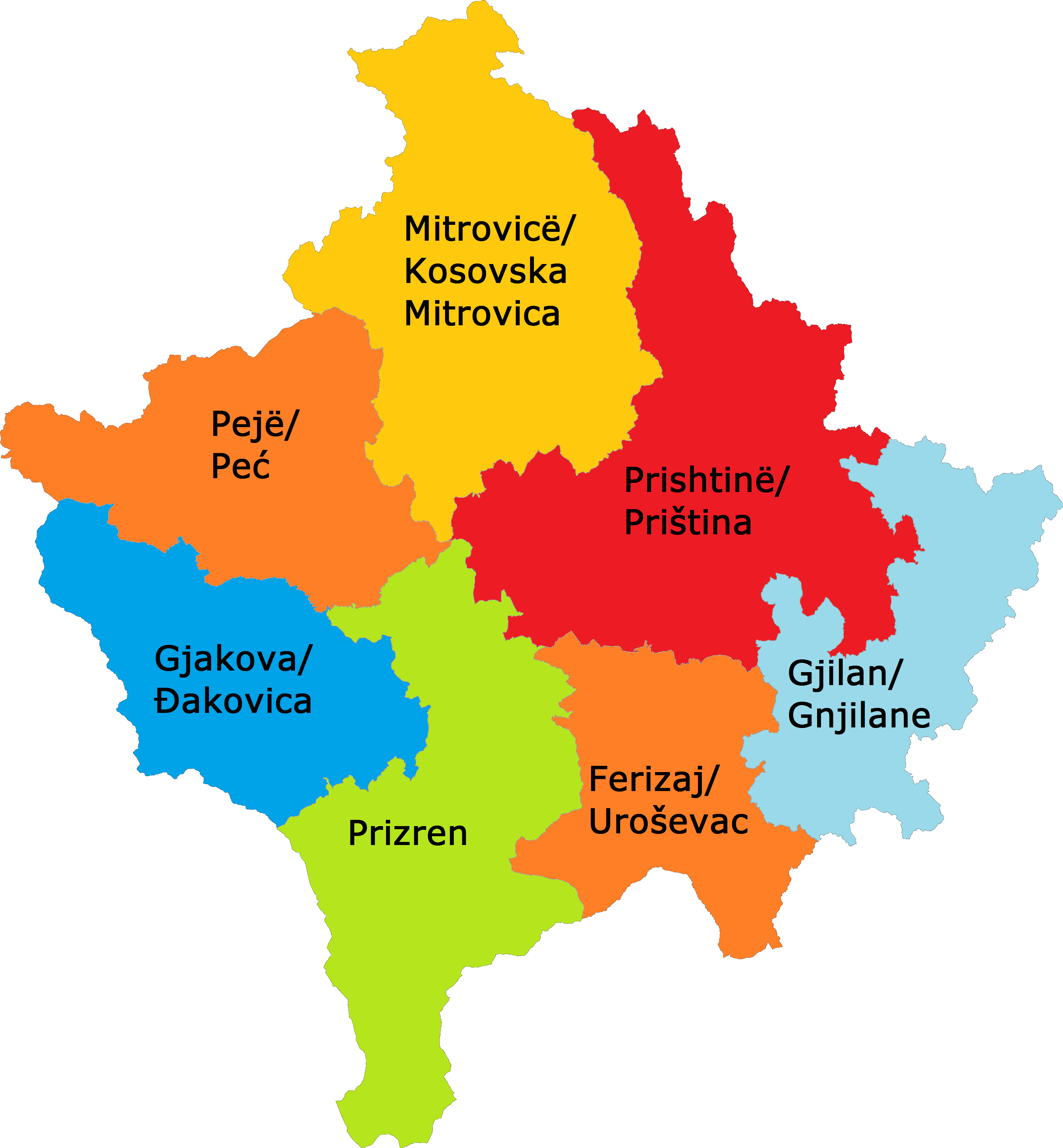
I distretti del Kosovo istituiti dall'ONU